# Брансвик (Охајо)
Брансвик (енгл. Brunswick) град је у америчкој савезној држави Охајо.

## Демографија
По попису из 2010. године број становника је 34.255, што је 867 (2,6%) становника више него 2000. године.
| Група             | 2000.          | 2010.          |
| Белци             | 32.107 (96,2%) | 32.194 (94,0%) |
| Афроамериканци    | 246 (0,7%)     | 422 (1,2%)     |
| Азијати           | 286 (0,9%)     | 420 (1,2%)     |
| Хиспаноамериканци | 454 (1,4%)     | 790 (2,3%)     |
| Укупно            | 33.388         | 34.255         |